# Anguillská vlajka

Anguillská vlajka
Poměr stran: 1:2

Vlajka Anguilly, zámořského území Spojeného království s autonomní správou, je tvořena britskou modrou služební vlajkou (Blue Ensign) o poměru stran 1:2, s místním vlajkovým emblémem (anglicky badge) z roku 1967, který je umístěn ve vlající části. Je to žlutě lemovaný štít anguillského znaku, ve kterém jsou uprostřed bílého pole vyobrazení tři oranžoví delfíni stočení do kruhu. Pod nimi je světlemodrá část.
Kruh tvořený delfíny symbolizuje přátelství, sílu a vytrvalost ostrovanů. Světlemodrá část symbolizuje moře, které ostrov obklopuje, ale také mládí, naději a perspektivy rozvoje. Bílá barva znamená mírumilovnost.
Tato vlajka se oficiálně užívá od roku 1980.

## Galerie

Vlajka anguillského guvernéra Poměr stran: 1:2
Anguillská vlajka (1967) Poměr stran: 2:3
Anguillská vlajka (1967–1980) Poměr stran: 3:5